# Sępopol
Sępopol (tuż po wojnie Szepepel, Szępopel, niem. Schippenbeil) – miasto w Polsce w województwie warmińsko-mazurskim, w powiecie bartoszyckim, siedziba gminy miejsko-wiejskiej Sępopol. Ośrodek rzemieślniczo-usługowy.
Miasto położone jest na Nizinie Sępopolskiej, nad Łyną, przy ujściu rzeki Guber. Sępopol leży w historycznych Prusach Dolnych, na obszarze dawnej Barcji.
Według danych GUS z 1 stycznia 2024 r. Sępopol liczył 1890 mieszkańców.

## Położenie

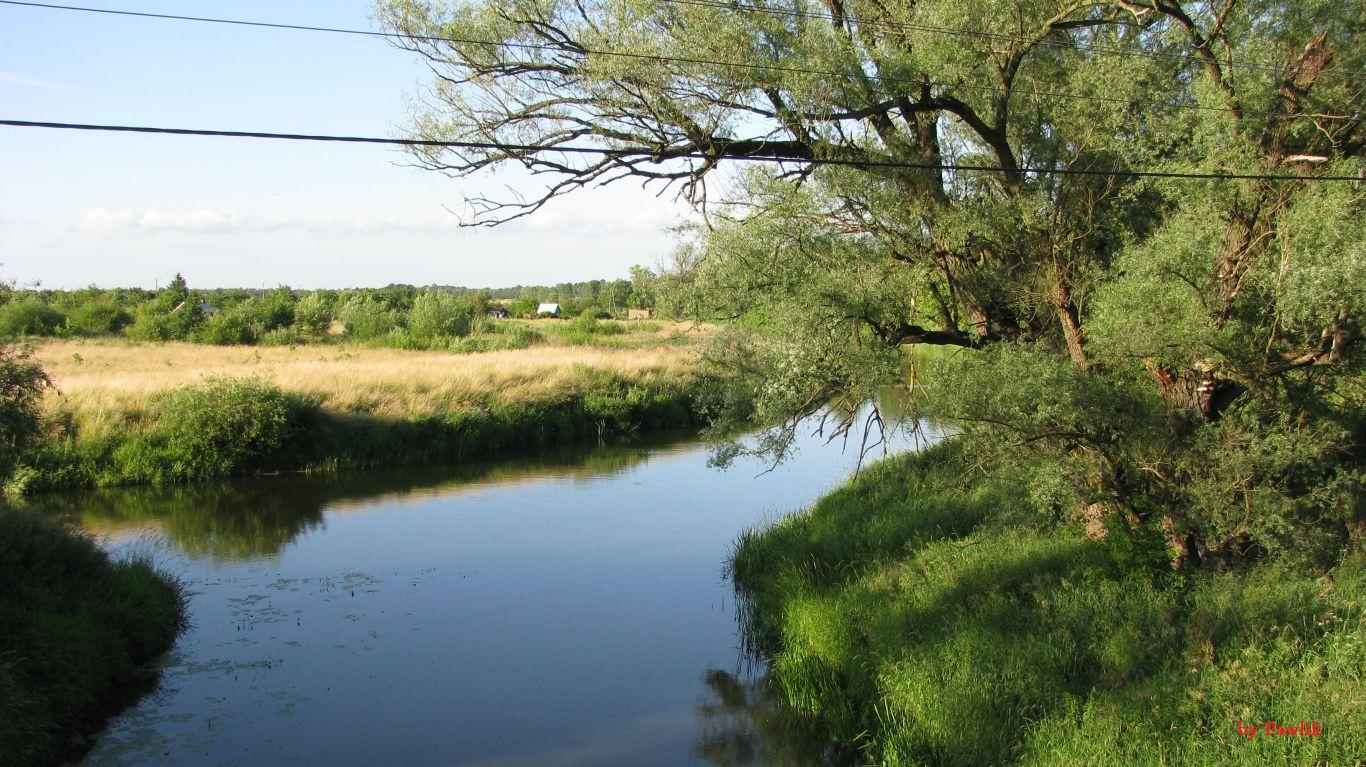
Miejsce łączenia się rzek Łyny i Gubra

Sępopol położony jest w północnej części województwa warmińsko-mazurskiego nad rzekami Łyna i Guber na Nizinie Sępopolskiej. Miasto sąsiaduje z gminami: Bartoszyce, Korsze, Barciany.
Sępopol leży 12 km od granicy z Rosją, ok. 70 km od Królewca i 85 km od Olsztyna.
Według danych z 1 stycznia 2011 r. powierzchnia miasta wynosiła 4,63 km².

## Nazwa miasta
Geneza nazwy miejscowości nie doczekała się dostatecznego wyjaśnienia. W dokumencie lokacyjnym występuje nazwa Schiffenburg, co wskazywałoby na obecność zamku („Burg” oznacza w języku niemieckim zamek, warownię). Badania archeologiczne oraz dokumenty historyczne nie potwierdziły jednak obecności zamku w Sępopolu. „Schiff” oznacza po niemiecku okręt, statek. Zatem pierwotną nazwę Sępopola można byłoby tłumaczyć jako „warownia okrętowa”. Element związany ze statkiem występuje także w najstarszej pieczęci Sępopola, pochodzącej z XV stulecia, gdzie widnieje pływające na okręcie miasto. Sępopol dawniej otoczony był wodami, z trzech stron bowiem otaczała miejscowość rzeka Łyna i Guber, a z czwartej – kanał przekopany między rzekami. Być może ma to jakiś związek z warowną osadą Prusów i żeglugą.
Inna hipotezą dotycząca źródeł nazwy Sępopola jest nazwisko rycerza krzyżackiego, Ludwika von Schippen, który piastował funkcję pruskiego mistrza krajowego w roku 1299. Między brzmieniem Schippenburg a Schiffenburg istnieje tylko różnica w wymowie, pierwsze słowo jest w dialekcie dolnoniemieckim (plattdeutsch), drugie natomiast w górnoniemieckim (hochdeutsch). Powstanie miasta już w 1299 jest jednak mało prawdopodobne (zbyt wcześnie). Być może chodzi tu o innego von Schippena lub Schiffena.
W języku niemieckim nazwa miasta ustaliła się jednak ostatecznie w formie Schippenbeil, gdzie zamiast członu „Burg” występuje słowo „Beil” (siekiera). Świadczy to być może o staropruskim pochodzeniu nazwy („Bil” – wieś, zamek), która uległa zniemczeniu na podobieństwo leżącego nieopodal miasta Heiligenbeil (pol. Święta Siekierka).
Polska nazwa Sępopol jest fonetycznym przyswojeniem formy Schippenbeil, powstałym w procesie osadnictwa mazurskiego w Prusach Książęcych.

## Historia

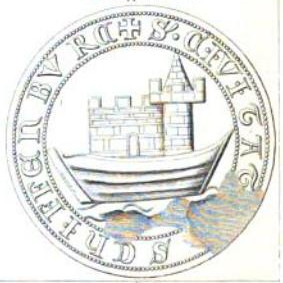
Wzór XIV-wiecznej pieczęci miejskiej

Osada pruska wymieniana jest w dokumentach z drugiej połowy XIII w. Jest to jedno z nielicznych miast w Prusach, które powstało w uniezależnieniu od wcześniejszego zamku (w pobliżu był zamek w Sątocznie).
Miejscowość, leżąca w Prusach Dolnych na szlaku handlowym z Królewca do Warszawy, prawa miejskie uzyskała w 1351 od wielkiego mistrza Henryka Dusemera. Miasto otrzymało charakterystyczne rozplanowanie: pośrodku prostokątnego rynku wybudowano ratusz, w północno-wschodniej części kościół farny otoczony własnym murem obronnym, a w części zachodniej niezachowany do czasów współczesnych kościół św. Ducha. W 1372 zostało otoczone murami z dwiema bramami Królewiecką i Młyńską. W 1414 zniszczone przez najazd Litwinów. W 1440 miasto przystąpiło do antykrzyżackiego Związku Pruskiego, na prośbę którego w 1454 król Kazimierz IV Jagiellończyk ogłosił wcielenie regionu do Królestwa Polskiego. Podczas wojny trzynastoletniej mieszczanie walczyli przeciwko Krzyżakom. W 1457 koło Sępopola wojska polskie i stanów pruskich poniosły porażkę w walce z wojskami krzyżackimi. Miasto jednak zdołało się obronić. Po trzecim ponaddwumiesięcznym oblężeniu w 1461 miasto się poddało. Na mocy pokoju toruńskiego (1466) zostało częścią Polski jako lenno pod administracją krzyżacką. W 1520 mieszczanie nie wpuścili wojsk krzyżackich powracających z wyprawy przeciwko Polsce, po oblężeniu wojsko wkroczyło do miasta siłą. Od 1525 część Prus Książęcych, pozostających lennem Korony Polskiej. W 1628 dostało się pod okupację szwedzką.

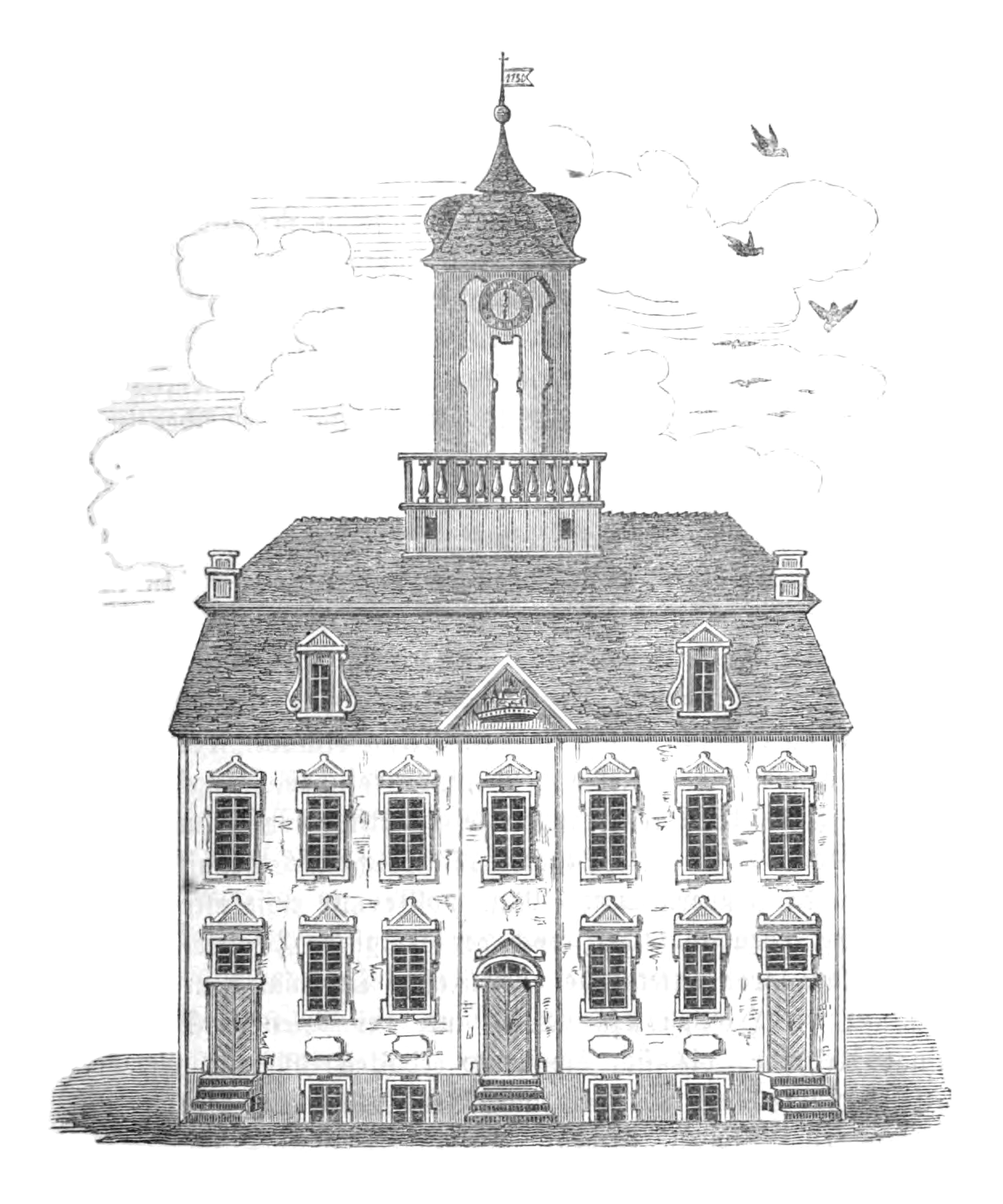
Ratusz istniejący pomiędzy 1753 a 1807

Od 1657 pod panowaniem brandenbursko-pruskim, w 1701 weszło w skład Królestwa Prus. W 1749 r. w pożarze zniszczony został ratusz w górnym rynku, 2/3 zabudowy oraz część murów obronnych. Podczas odbudowy zburzono bramy miejskie oraz założono tzw. Nowe Miasto. Podczas wojen napoleońskich 1806-7 kolejne zniszczenia przyniósł pobyt wojsk rosyjskich i pruskich – spalono wówczas nowy barokowy ratusz (dolny rynek) i spichlerze.

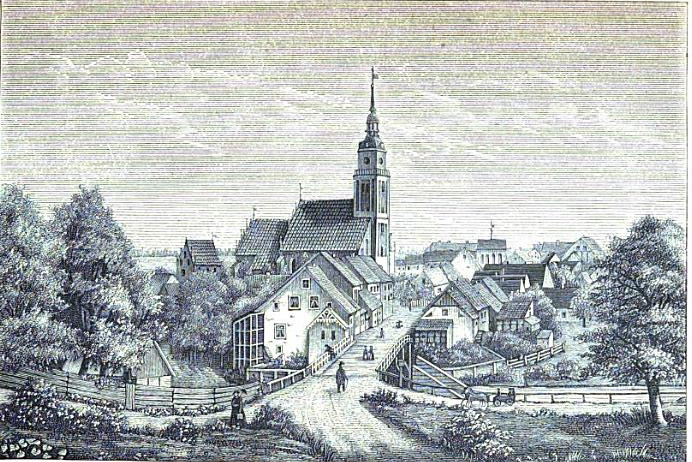
Panorama miasta w 1872

W XIX wieku miasto ogarnęła stagnacja gospodarcza i polityczna, nie rozwinął się przemysł, ani żadna z gałęzi rzemiosła. Jedynym źródłem dochodu skarbca miejskiego były dwa cotygodniowe targi i dziewięć jarmarków w tym sześciodniowy jarmark płócienny, dwudniowy kramarski i jednodniowe koński i wołowy. W 1907 miasto uzyskało połączenie z Wiatrowcem. W 1912 Sępopol otrzymał wodociąg i gazownię, w 1923 podstację elektrowni. Dzięki usługom komunalnym, do których trzeba zaliczyć działającą od 1898 rzeźnię udało się zahamować upadek miasta. W roku 1925 liczyło już ono 2509 mieszkańców. W wybudowanych w latach 1934-36 zakładach roszarniczych znalazło pracę kilkuset robotników. W 1939 Sępopol osiągnął liczbę 3434 mieszkańców.
Podczas II wojny światowej zbudowano pod Sępopolem duże lotnisko wojskowe będące zapleczem kwatery Hitlera w Gierłoży. Prace nad rozbudową lotniska zostały zintensyfikowane w 1944 r. Zorganizowano wówczas podobóz-filię obozu w Sztutowie (Stutthof) nadzorowaną przez SS. 90% więźniów stanowiły dziewczyny i młode kobiety pochodzenia żydowskiego z Węgier i Grecji (zbiorowy grób, kilkanaście osób znaleziono przy ul. Mostowej, gdzie w czasie wojny znajdowała się siedziba SS).

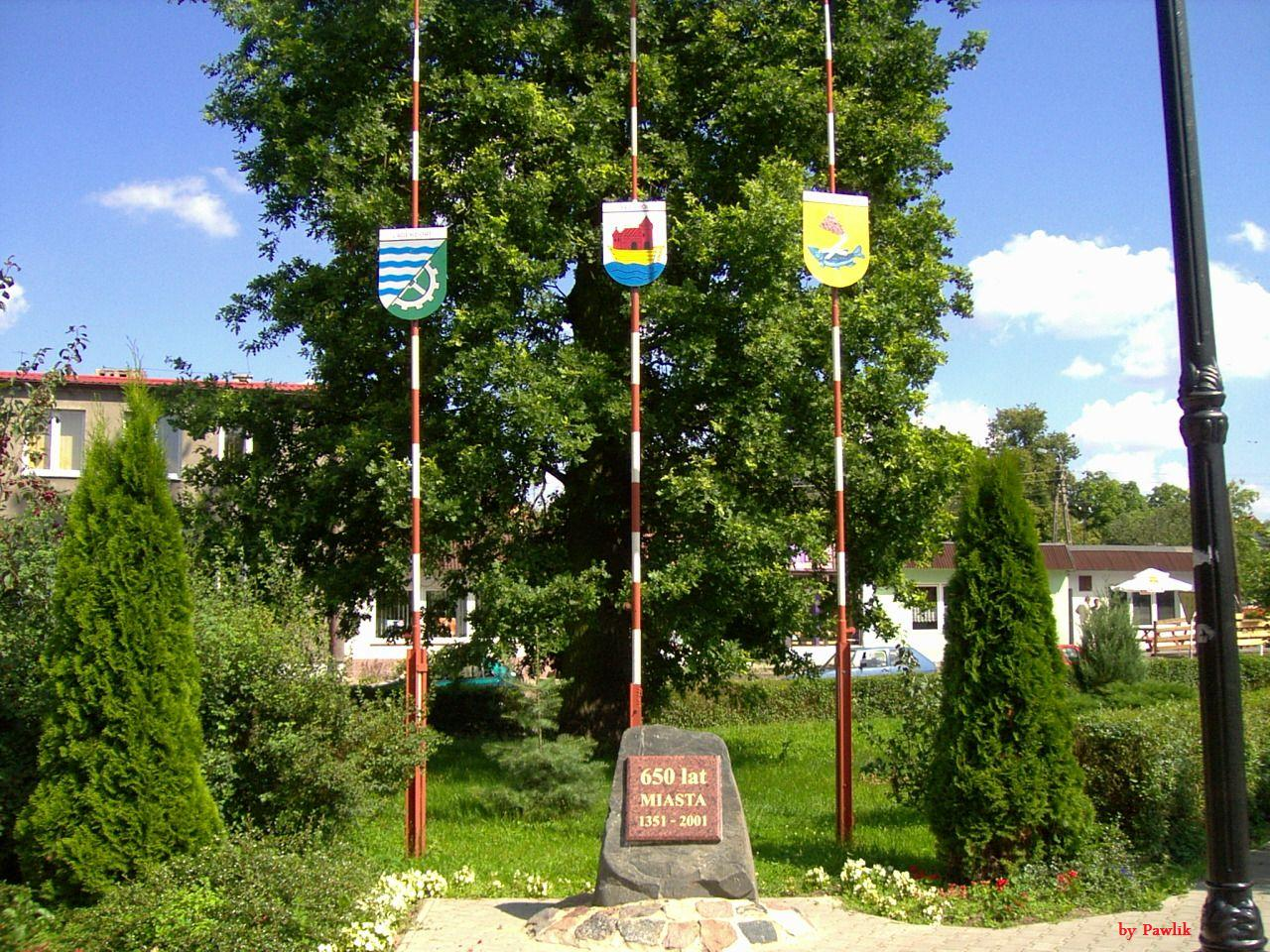
Kamień upamiętniający 650-lecie miasta

W 1945 do miasta wkroczyła Armia Czerwona, zabudowa uległa zniszczeniom przekraczającym 75%. Zrujnowany Sępopol został włączony do państwa polskiego i po utraceniu praw miejskich został zakwalifikowany jako wieś, zaś jego ludność wysiedlono do Niemiec. W okresie powojennym centrum Sępopola odbudowano jedynie w niewielkim stopniu. Mimo to w 1973 miejscowość odzyskała prawa miejskie.
W latach 1954–1972 wieś należała i była siedzibą władz gromady Sępopol. W latach 1975–1998 miasto administracyjnie należało do województwa olsztyńskiego. Populacja Sępopola do dziś nie osiągnęła jednak wartości przedwojennej. Po 1990 nastąpił upadek lokalnego przemysłu przetwórczego.

## Demografia
Według danych z 30 czerwca 2012 r. miasto miało 2088 mieszkańców.

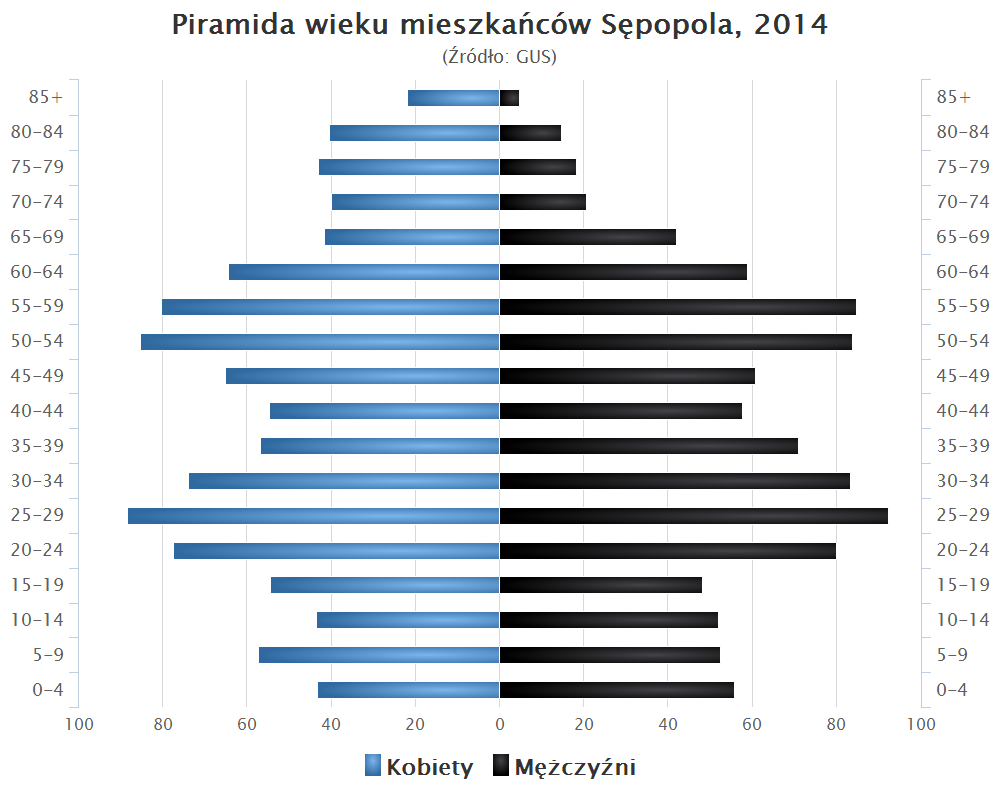
Piramida wieku mieszkańców Sępopola w 2014 roku

## Zabytki

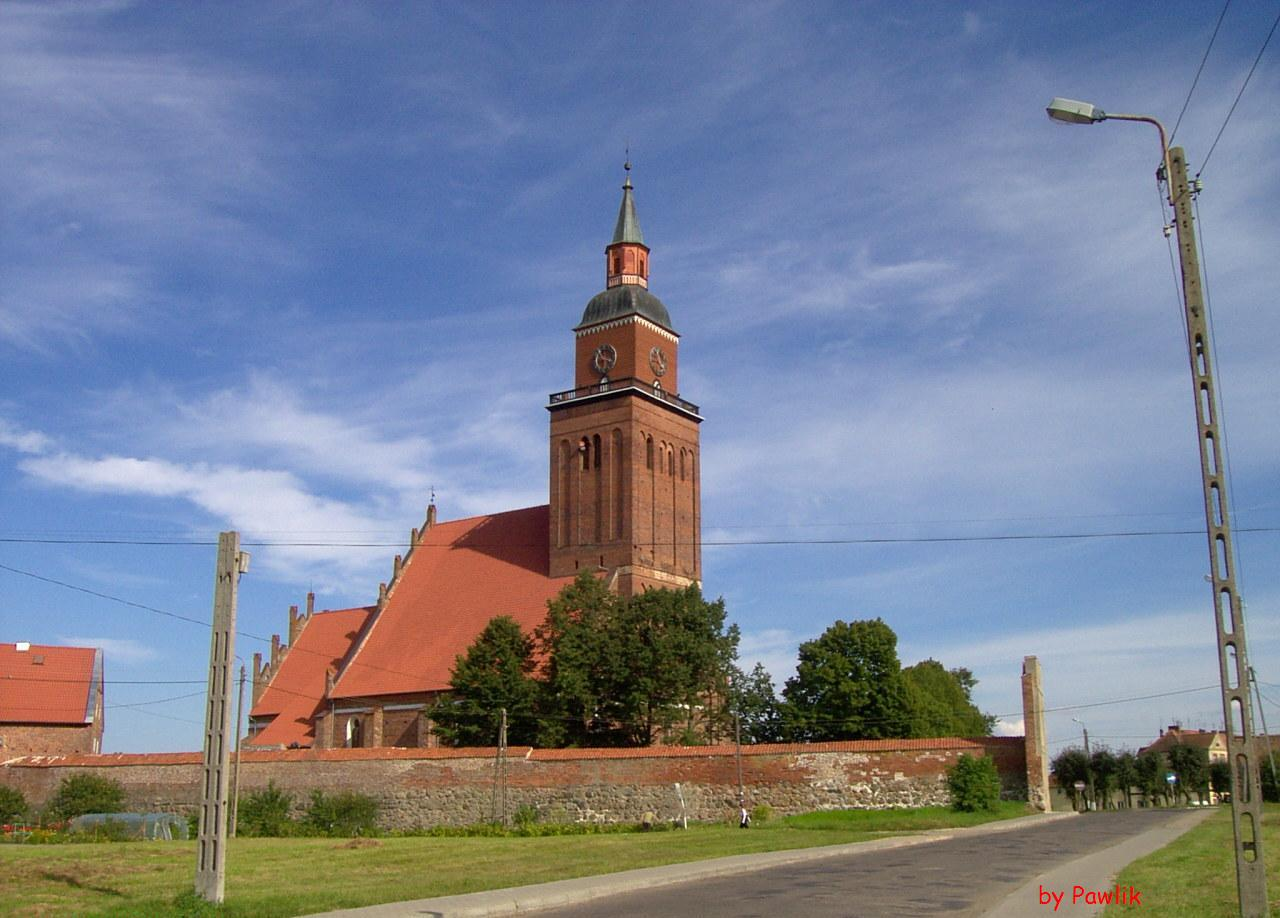
Kościół św. Michała Archanioła

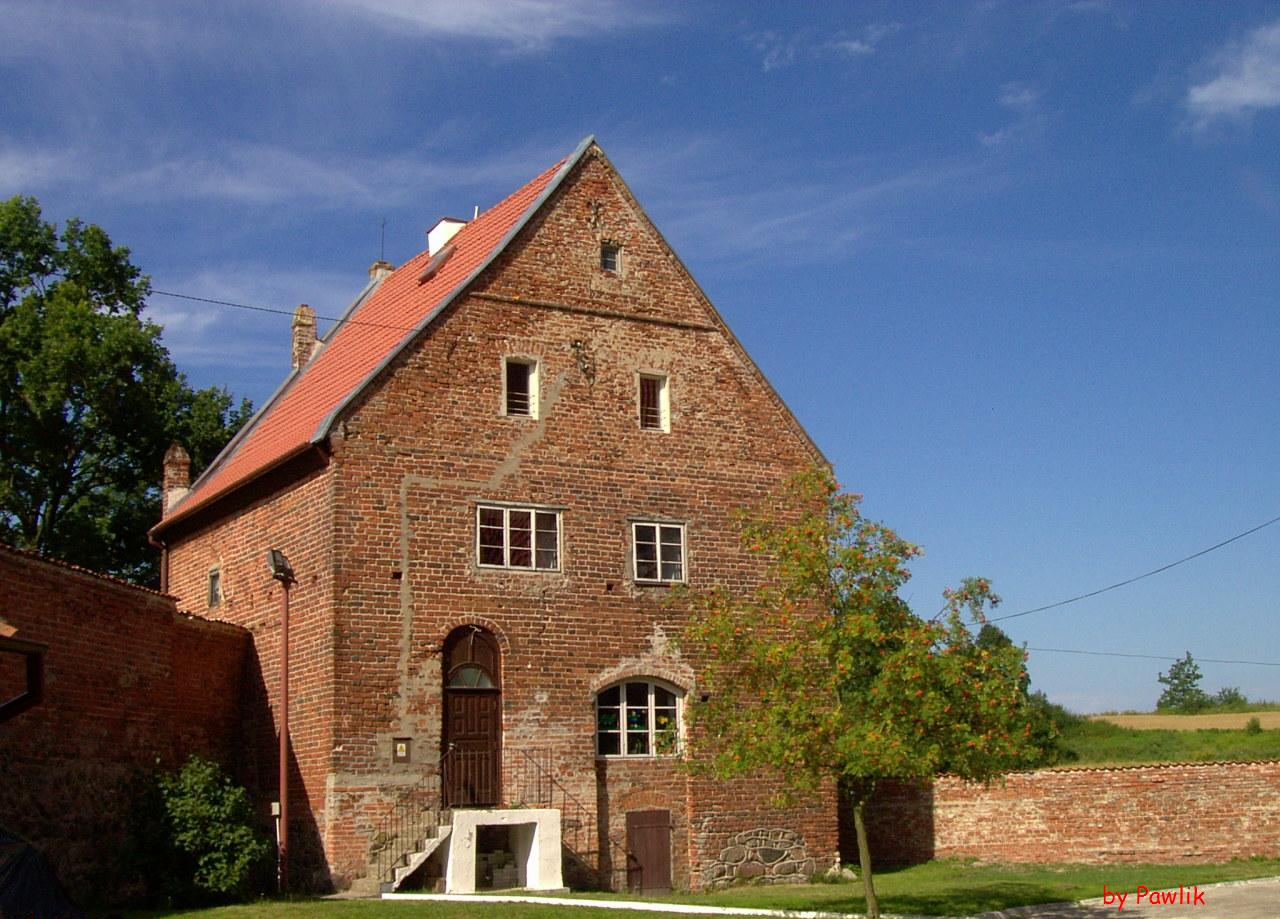
Zabytkowa baszta przy kościele

### Rejestr zabytków[15]
- Gotycki kościół parafialny pw. św. Michała Archanioła powstał w latach ok. 1360-1370 (prezbiterium), korpus nawowy pod koniec XIV w., gwiaździste sklepienia dodano w XV w., a wieżę w XV/XVI w. Drewnianą część wieży z wysokim hełmem wzniesiono 1872. Od ok. 1470 był siedzibą archidiakonatu, w latach 1523–1945 był świątynią ewangelicką, w której początkowo odprawiano również nabożeństwa polskie. Po 1945 duszpasterstwo przejęli salezjanie. Kościół jest gotycką trójnawową halą z prostokątnym prezbiterium i z wieżą od zachodu. Z gotyckiego wystroju przetrwał jedynie fragment malowidła ściennego, zapewne sceny Walki św. Jerzego ze smokiem. Bogato zdobiony ołtarz główny wykonał Joachim Pfaff 1668, ambona pochodzi z 1649, chrzcielnica z 1670. Na ścianach zawieszono malowane balustrady empor z XVII w., rozebranych po II wojnie światowej. Niewiele zachowało się spośród niegdyś bardzo licznych epitafiów i płyt nagrobnych z XVI–XVII w.
- plebania z XiX w., ul. Kościelna;
- pozostałości murów miejskich (XIV w.), z fragmentami baszty;
- budynek Urzędu Gminy, ul. 11 Listopada 7, z końca XIX w.
- klasycystyczne kamieniczki z XVIII-XIX w. (przy ul. Kościuszki);
- Domy przy: ul. Kościuszki 4; ul. 22 lipca 3 i 9; ul. Moniuszki 3, 4, 7, 19, 21, 23, 27, 31, 33, 35, 37, 39, 41; ul. Mostowej 2 i 4; pl. Spółdzielczym 3, 4, 5 i 6;
- secesyjna wieża ciśnień z 1912 r.
- cmentarz komunalny z XIX w. wraz z kaplicą i ogrodzeniem z bramą,
- cmentarz ewangelicko-augsburski z XIX w.

### Archeologiczne
- staropruskie „grodzisko”, zwane obecnie potocznie „kaczym dołkiem”;[16]

### Inne[potrzebnyprzypis]
- pozostałości dawnego ośrodka usługowego dla rolnictwa; roszarnia lnu (zlikwidowana – pozostały puste budynki), mleczarnia (częściowo już rozebrana – obecnie inny profil działalności);

## Sport
W Sępopolu istnieje klub piłkarski LKS „Łyna” Sępopol; występuje w klasie okręgowej.

## Galeria

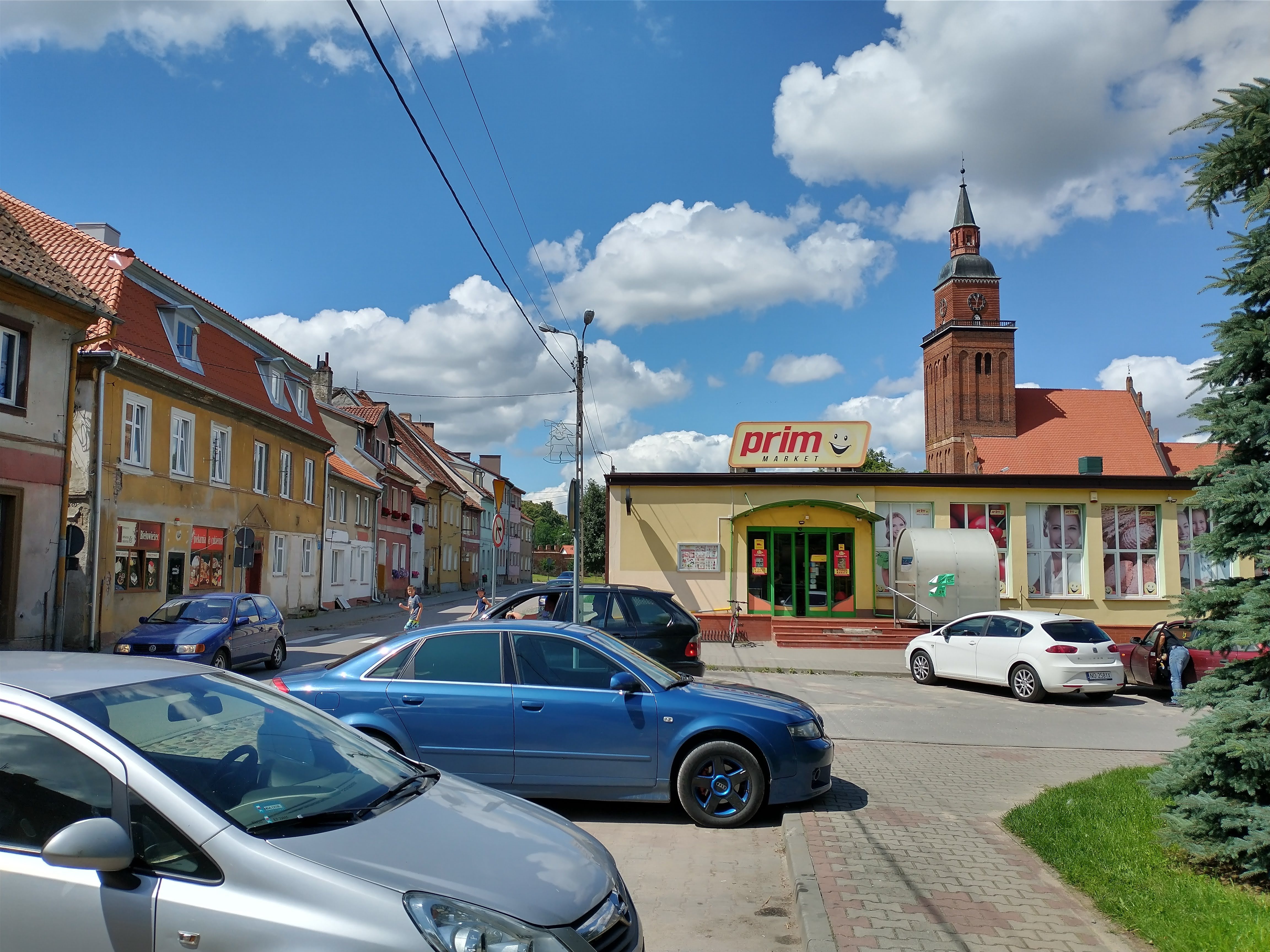
Rynek
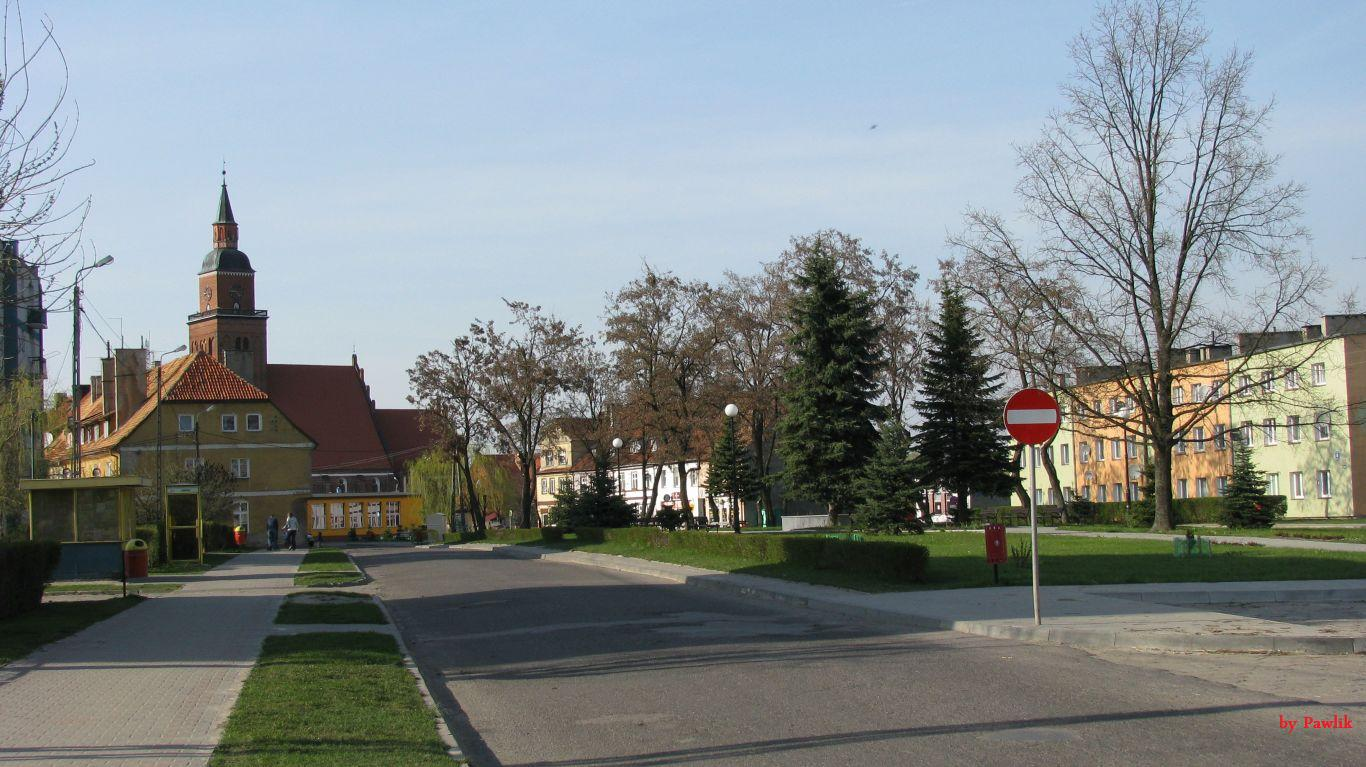
Centrum miasta
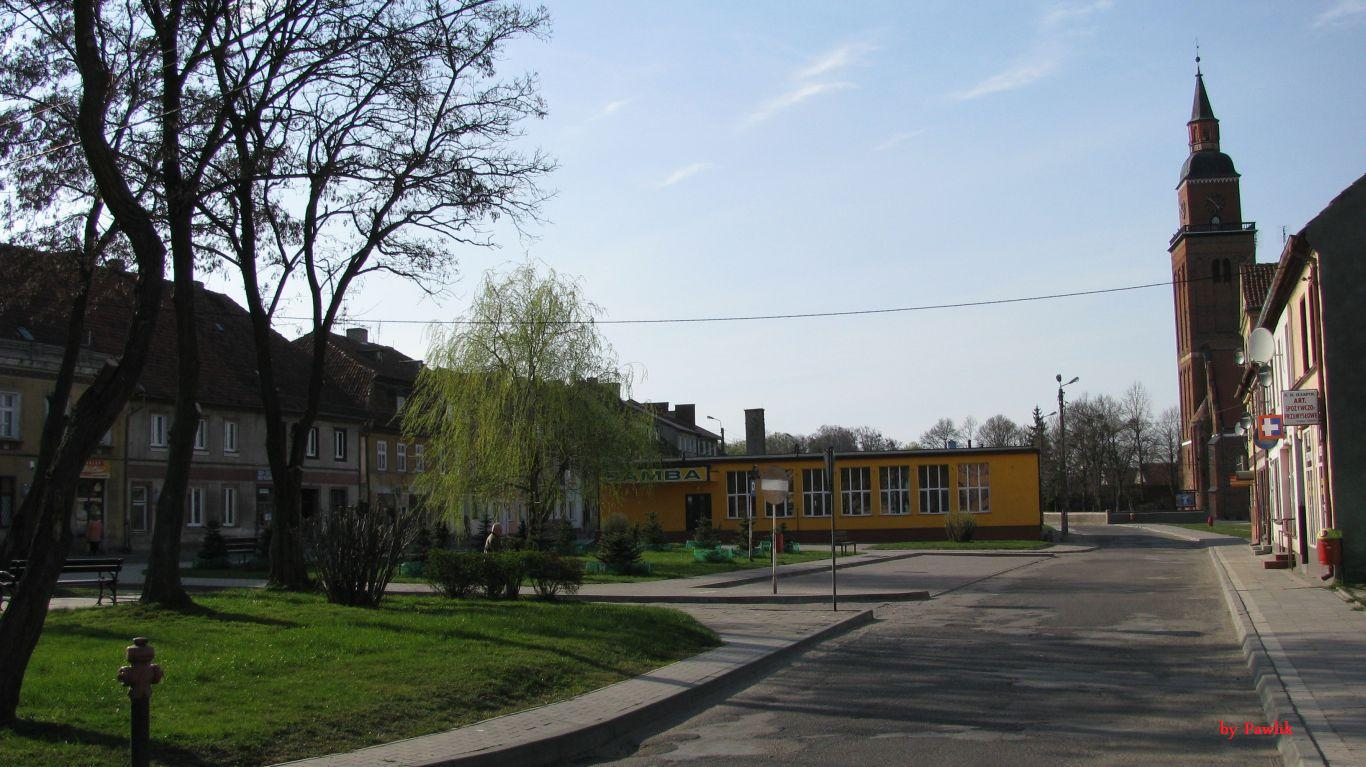
Widok z ul. Kościuszki
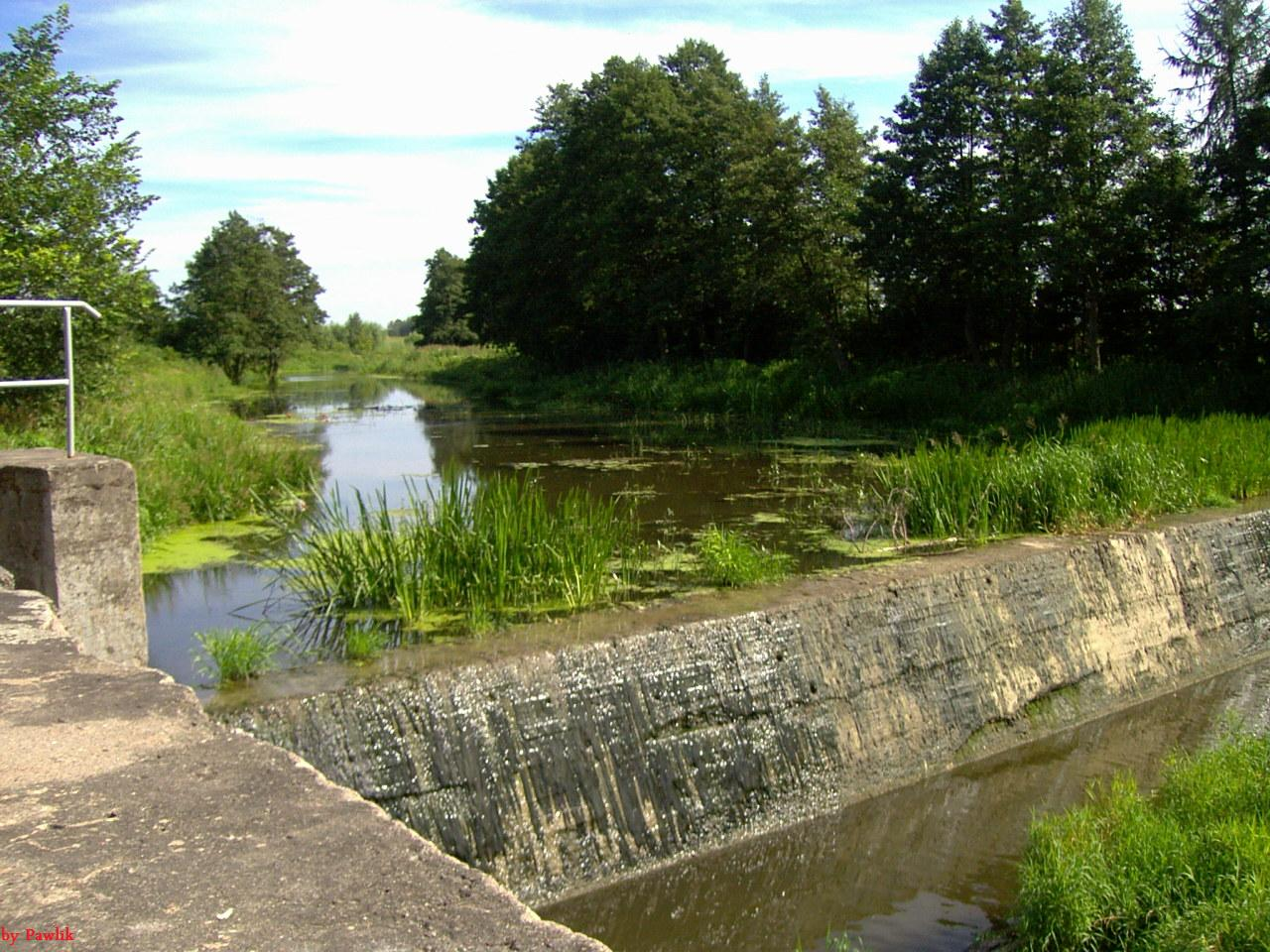
Tama na rzece Guber (przed zniszczeniem)
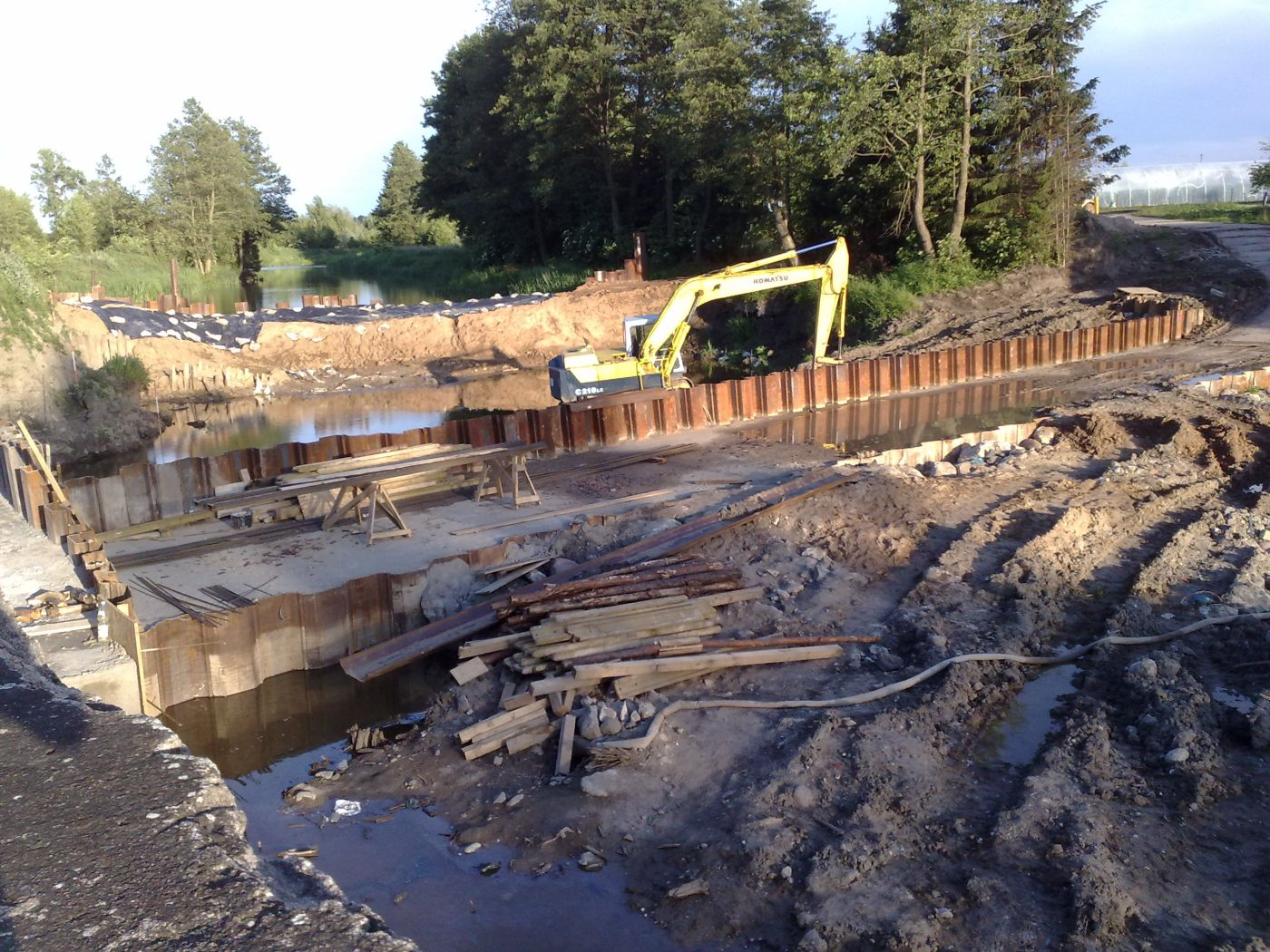
Tama na rzece Guber (w trakcie odbudowy)
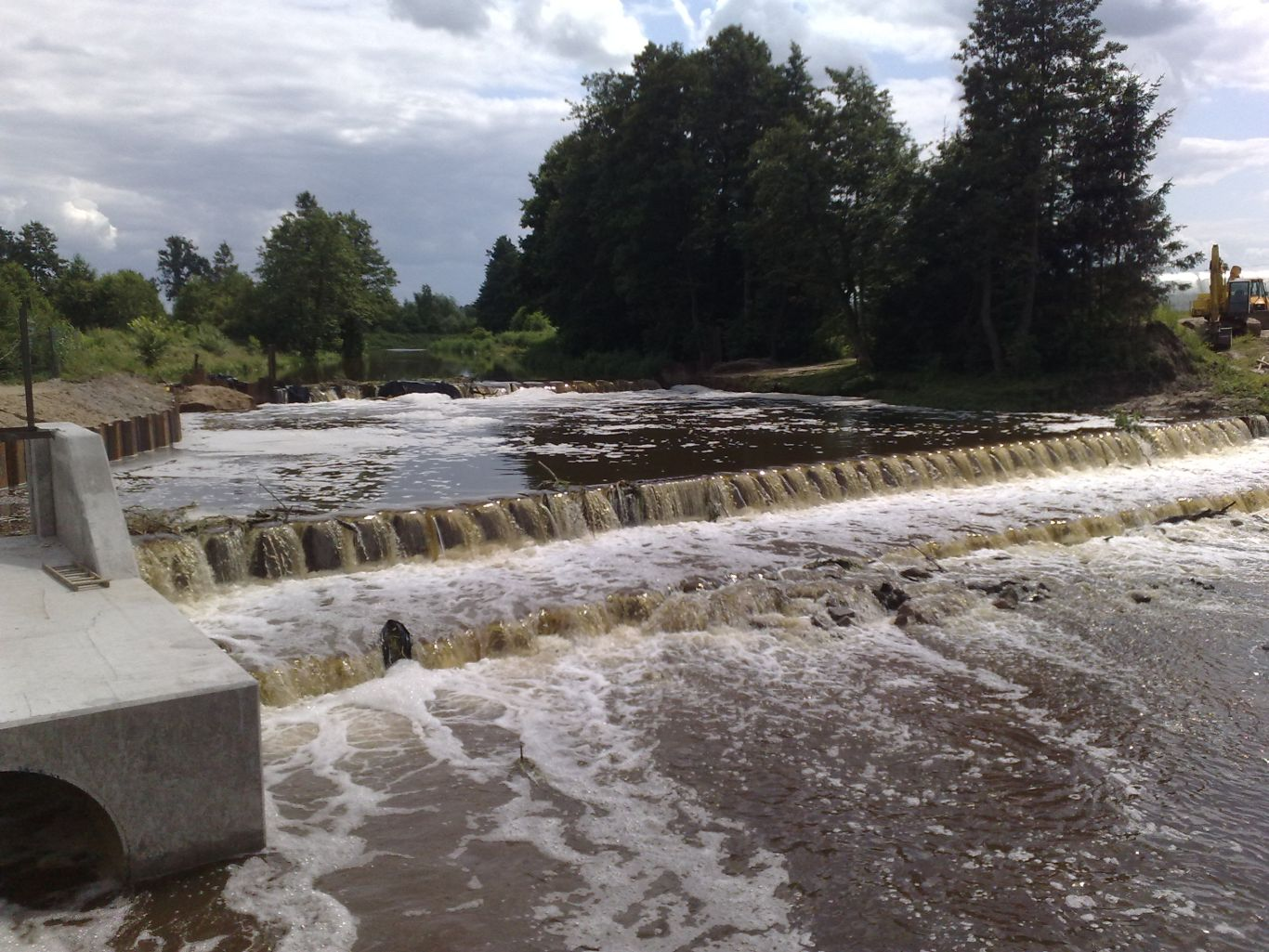
Tama na rzece Guber (obecnie)
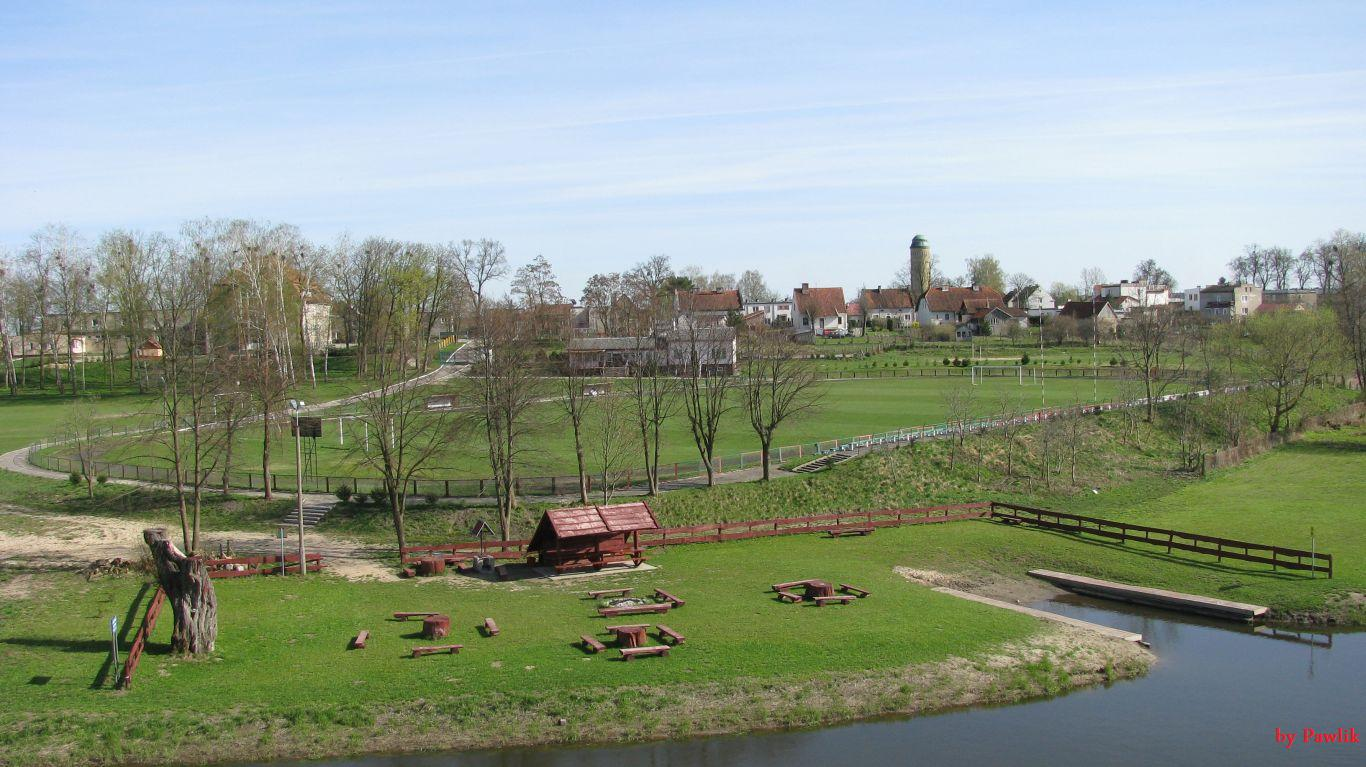
Miejski Stadion w Sępopolu
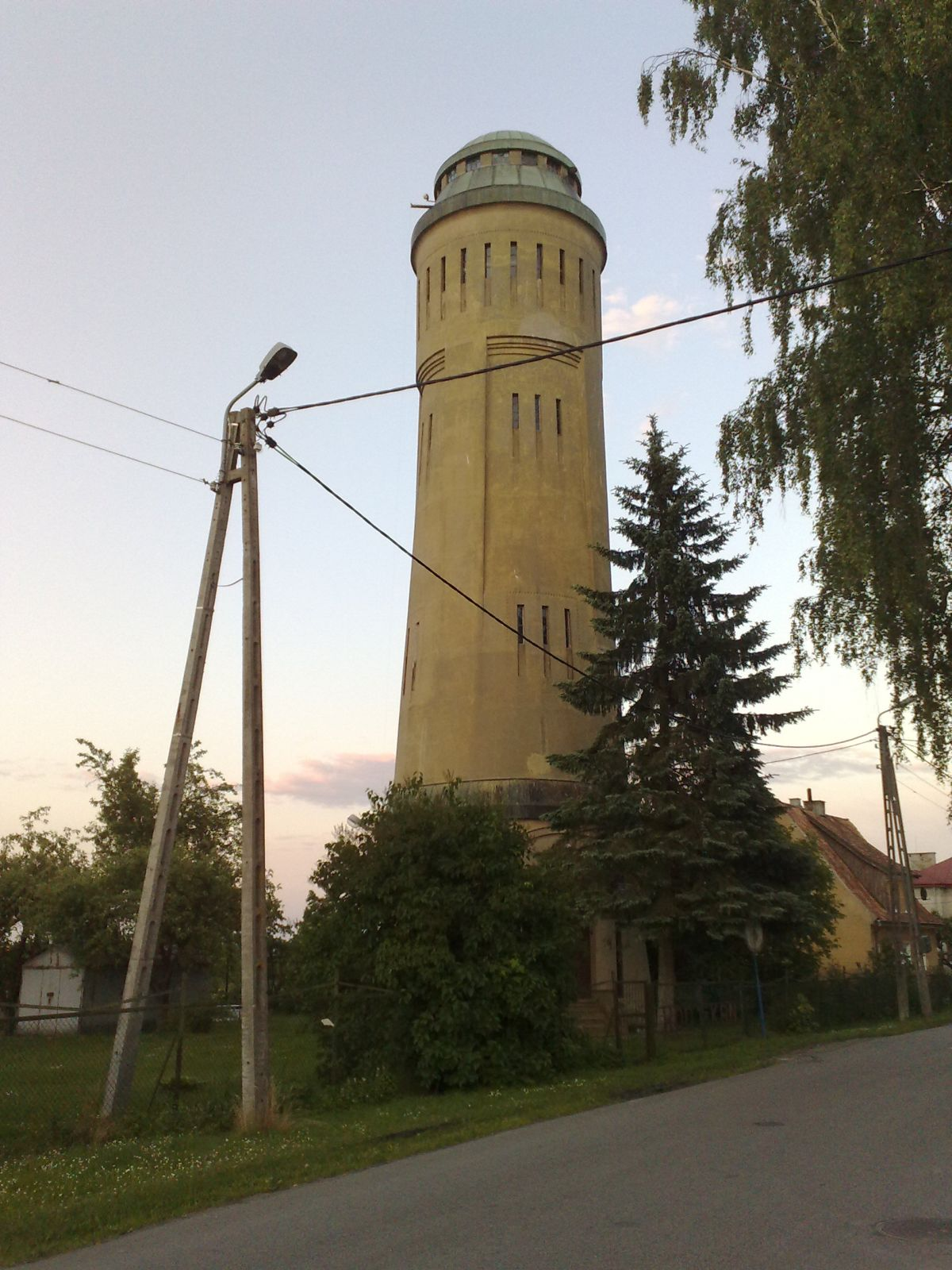
Wieża ciśnień
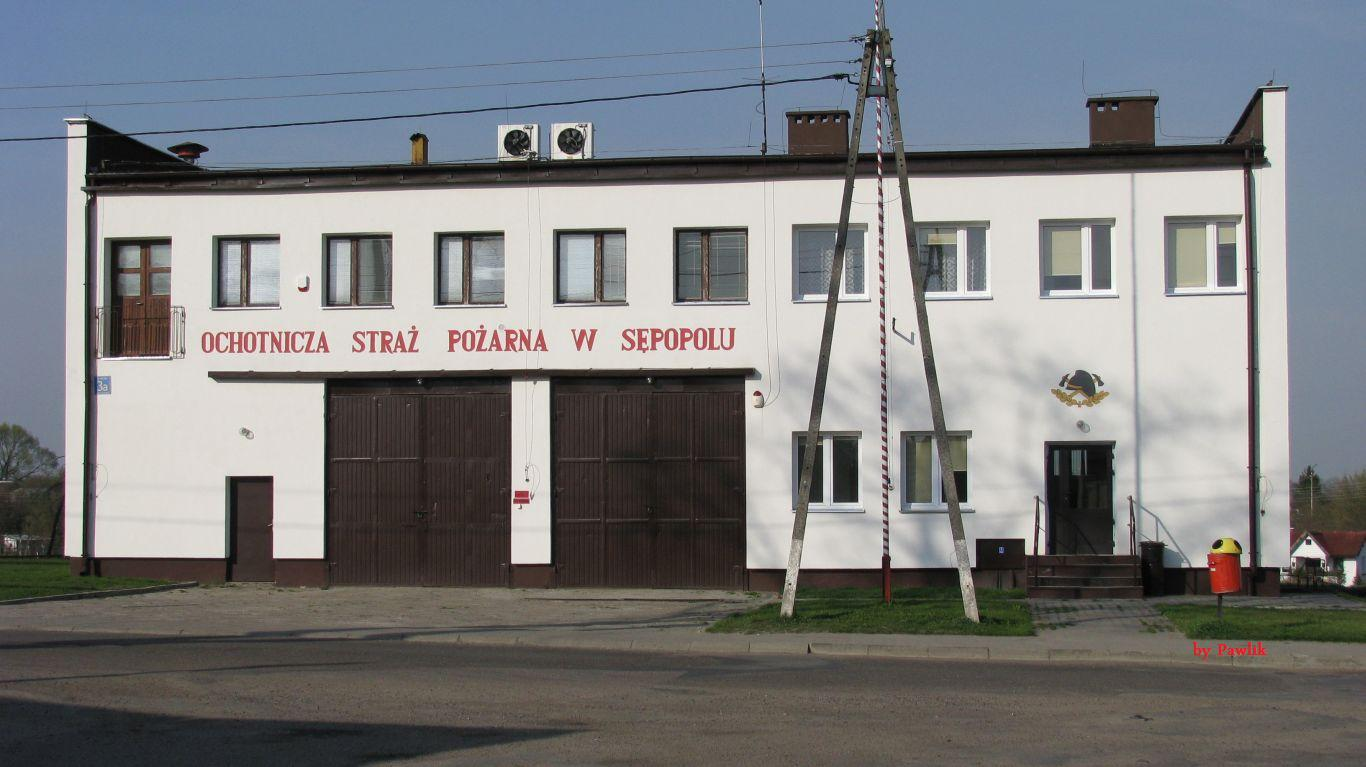
Ochotnicza Straż Pożarna